# Rejhan Šmrković
Rejhan Šmrković (cyr. Рејхан Шмрковић; ur. 18 grudnia 1991 w Sjenicy) – serbski biegacz narciarski, zawodnik klubu S.K.Pester.

## Kariera
Po raz pierwszy na arenie międzynarodowej pojawił się w 13 grudnia 2007 roku, podczas zawodów Alpen Cup w austriackiej miejscowości St. Ulrich am Pillersee, gdzie zajął 124. miejsce w sprincie stylem dowolnym.
W Pucharze Świata jeszcze nie zadebiutował.
Jego siostra Belma również uprawiała biegi narciarskie.

## Osiągnięcia

### Igrzyska olimpijskie
| Miejsce | Dzień     | Rok  | Miejscowość | Konkurencja             | Czas biegu  | Strata | Zwycięzca           |
| ------- | --------- | ---- | ----------- | ----------------------- | ----------- | ------ | ------------------- |
| 76.     | 11 lutego | 2014 | Soczi       | Sprint stylem dowolnym  | 3:38,39 min | –      | Ola Vigen Hattestad |
| DNF     | 14 lutego | 2014 | Soczi       | 15 km stylem klasycznym | 38:29,7 min | –      | Dario Cologna       |

### Mistrzostwa świata
| Miejsce | Dzień     | Rok  | Miejscowość      | Konkurencja                      | Czas biegu   | Strata | Zwycięzca              |
| ------- | --------- | ---- | ---------------- | -------------------------------- | ------------ | ------ | ---------------------- |
| 112.    | 24 lutego | 2009 | Liberec          | Sprint stylem dowolnym           | 3:00,8 min   | –      | Ola Vigen Hattestad    |
| 97.     | 23 lutego | 2017 | Lahti            | Sprint stylem dowolnym           | 3:13,76 min  | –      | Federico Pellegrino    |
| 105.    | 21 lutego | 2019 | Seefeld in Tirol | Sprint stylem dowolnym           | 3:21,17 min  | –      | Johannes Høsflot Klæbo |
| 124.    | 25 lutego | 2021 | Oberstdorf       | Sprint stylem klasycznym         | 3:01,30 min  | –      | Johannes Høsflot Klæbo |
| DNS     | 28 lutego | 2021 | Oberstdorf       | Sprint drużynowy stylem dowolnym | 15:01,74 min | –      | Norwegia               |
| 126.    | 3 marca   | 2021 | Oberstdorf       | 15 km stylem dowolnym            | 33:48,7 min  | kwal.  | Hans Christer Holund   |

### Mistrzostwa świata młodzieżowców (do lat 23)
| Miejsce | Dzień       | Rok  | Miejscowość | Konkurencja           | Czas biegu  | Strata      | Zwycięzca         |
| ------- | ----------- | ---- | ----------- | --------------------- | ----------- | ----------- | ----------------- |
| 53.     | 24 stycznia | 2013 | Liberec     | 15 km stylem dowolnym | 35:44,1 min | +3:53,1 min | Siergiej Ustiugow |

### Uniwersjada
| Miejsce | Dzień       | Rok  | Miejscowość   | Konkurencja                          | Czas biegu  | Strata      | Zwycięzca           |
| ------- | ----------- | ---- | ------------- | ------------------------------------ | ----------- | ----------- | ------------------- |
| 53.     | 29 stycznia | 2011 | Erzurum       | Sprint stylem dowolnym               | –           | –           | Radik Gazjew        |
| DNS     | 31 stycznia | 2011 | Erzurum       | 15 km bieg łączony                   | 43:58,7 min | –           | Władisław Skobielew |
| DNF     | 5 lutego    | 2011 | Erzurum       | 30 km stylem dowolnym (start masowy) | 1:17:19,5 h | –           | Władisław Skobielew |
| 15.     | 17 grudnia  | 2013 | Val di Fiemme | 10 km stylem dowolnym                | 23:57,4 min | +2:11,6 min | Milanko Petrović    |

### Olimpijski festiwal młodzieży Europy
| Miejsce | Dzień     | Rok  | Miejscowość | Konkurencja            | Czas biegu  | Strata      | Zwyciężczyni     |
| ------- | --------- | ---- | ----------- | ---------------------- | ----------- | ----------- | ---------------- |
| 60.     | 18 lutego | 2009 | Szczyrk     | 10 km stylem dowolnym  | 26:50,2 min | +4:40,2 min | Perttu Hyvärinen |
| 58.     | 19 lutego | 2009 | Szczyrk     | Sprint stylem dowolnym | –           | –           | Gleb Rietiwych   |